# 오야마촌 (효고현 다키군)
오야마촌(大山村)은 효고현 다키군에 있던 촌이다. 현재의 단바사사야마시의 북서단,  국도 제176호선 연선에 해당한다.